# IRCu
L'IRCu (Universal IRC Daemon) est un IRCd développé par Undernet en open source.
Les IRCu de type ancien offrent peu de possibilités comparés aux nouveaux IRCu, mais ils permettent d'utiliser des services tels que CService et/ou Uworld, contrairement aux nouveaux IRCu.
Plusieurs autres daemons IRC tirent leur origine de IRCu, tels que snircd (utilisé par le réseau QuakeNet), OpenIRCd et DreamForge (anciennement utilisé par le réseau DALnet).